# Mads Larsen
Pour les articles homonymes, voir Larsen.
Mads Larsen, né le 20 septembre 2001 à Esbjerg au Danemark, est un footballeur danois qui évolue au poste de milieu central au Silkeborg IF.

## Biographie

### En club
Né à Esbjerg au Danemark, Mads Larsen commence le football avec le club de Tarp BK puis il joue au Andrup IF avant de rejoindre le Silkeborg IF, où il poursuit sa formation. Il un premier contrat jeune le 21 septembre 2016 avec le club.
C'est avec ce club qu'il fait ses débuts en professionnels, le 19 novembre 2017 à l'occasion d'une rencontre de deuxième division danoise, contre le Brabrand IF. Il entre en jeu à la place d'Agus et son équipe s'impose sur le score de quatre buts à un.
Larsen fait sa première apparition en Superliga, la première division danoise, le 19 août 2018 contre le Brøndby IF. Il entre en jeu lors de cette rencontre remportée par l'Esbjerg fB sur le score de un but à zéro.
Le 17 janvier 2024, lors du mercato hivernal, Mads Larsen signe en faveur du Silkeborg IF. Il est alors lié au club jusqu'en décembre 2027.

### En sélection
Mads Larsen représente l'équipe du Danemark des moins de 17 ans, jouant au total trois matchs en 2018.